# Lori Chavez-DeRemer
Lori Chavez-DeRemer   (Santa Clara, 7 d'abril de 1968) és una política estatunidenca que exerceix com a membre de la Cambra de Representants dels Estats Units per al 5è districte congressional d'Oregon des de 2023. Militant del Partit Republicà, Chavez-DeRemer va ser l'alcaldessa de Happy Valley (Oregon) del 2011 al 2019.
Va ser la primera dona republicana que representava  Oregon a la Cambra. A més, va ser una de les dues primeres dones hispàniques (juntament amb Andrea Salinas) a elegides al Congrés dels Estats Units per Oregon. Chávez-DeRemer va ocupar un mandat a la Cambra abans de ser derrotada el 2024 per la demòcrata Janelle Bynum.
El 22 de novembre de 2024, el president electe Donald Trump va nomenar Chavez-DeRemer com a secretària de Treball.